# Skerdian Perja
Skerdian Perja (* 3. März 1991 in Kavaja) ist ein ehemaliger albanischer Fußballspieler.

## Karriere
Perja begann seine Karriere im Jahr 2010 beim albanischen Verein KS Besa Kavaja und ist seitdem ununterbrochen für diesen Klub aktiv. Nach der Saison 2013/14 musste Kavaja absteigen in die zweite Liga. Seine bevorzugte Position ist der rechte Außenverteidiger.
Auch in der Saison 2023/24 war Perja ein fester Bestandteil der Startelf von Besa Kavaja. Der Mannschaft gelang aber nur klapp der Klassenerhalt in der zweithöchsten Liga. Wegen gewalttätigem Verhalten gegenüber einem anderen Spieler erhielt er eine Sperre für drei Spiele.